# 山形職業能力開発専門校
山形県立山形職業能力開発専門校（やまがたけんりつやまがたしょくぎょうのうりょくかいはつせんもんこう）は山形県山形市にある山形県立の職業能力開発校。教育訓練部門と能力開発支援部門（向上訓練、緊急再就職促進訓練、母子家庭の母等の職業的自立促進事業、障がい者対象委託訓練、女性のためのスキルアップ等支援事業、内職支援）とを実施。山形県職業能力開発校条例による。
山形県立の公共職業能力開発施設として、他に山形県立産業技術短期大学校（山形市）、山形県立産業技術短期大学校庄内校（酒田市）、山形県立庄内職業能力開発センター（酒田市）がある。

## 訓練科
- 自動車科
- 建設技術科
- 金属技術科（庄内）

## 所在地
山形県山形市松栄二丁目2番1号　

## 沿革
- 昭和53年 山形高等技術専門校設置
- 昭和53年 鶴岡高等技術専門校及び酒田高等技術専門校設立
- 平成 5年 山形職業能力開発専門校(自動車科､理容科､美容科)に
- 平成 5年 鶴岡及び酒田高等技術専門校を統合し、庄内高等技術専門校設立
- 平成 6年 現校舎完成
- 平成 9年 山形産業技術短期大学校庄内校設立とともに、庄内高等技術専門校を廃止、庄内職業能力開発センター（金属技術科）設立
- 平成12年 美容科廃止
- 平成15年 理容科廃止
- 平成15年 米沢高等技術専門校の廃止に伴い内陸全域の社会人を対象とする能力開発業務事業を担う。
- 平成16年 最北高等技術専門校の廃止に伴い建設技術科を移設